# Jean Winance
Jean  Winance, né à Ettelbruck (Luxembourg) le 26 mai 1911 et mort à Warchin (Belgique) le 18 octobre 1999, est un peintre, dessinateur, aquarelliste et graveur belge. Il a contribué à l'évolution des arts plastiques en Hainaut et en Wallonie par sa participation au groupe Nervia.

## Biographie
Jean Michel Winance, né le 26 mai 1911 à Ettelbrück, est le fils de Georges Winance, violoniste et professeur de musique, et de Gabrielle Deneufbourg. Ses parents, originaires de Binche, se sont mariés à Binche en 1910 et n'ont vécu que peu de temps au Luxembourg. Il est enfant unique. En 1943, il se marie avec Adeline Hubert qui lui donne trois enfants: Éveline, Alain (également peintre et professeur à l'Académie de Tournai) et Jean-Paul.
Il passe son enfance à Binche. Dès son enfance, Winance s'intéresse au dessin et à la peinture, étant encouragé par ses parents. À 14 ans, Winance commence ses études à l'Académie des Beaux-Arts de Bruxelles. Il y est élève de Constant Montald.
Après la fin de ses études en 1930, il devient membre de l'association d'artistes « Le Bon Vouloir » à Mons. Au cours de sa vie, il participe à 30 expositions de ce groupe. Un an plus tard, en 1931, il commence sa carrière de portraitiste à Binche. Il fait connaissance avec Anto Carte qui, en 1932, l'intègre dans le groupe Nervia.  Il y sera associé pour le reste de sa carrière.
Il est nommé professeur de dessin à Binche dans les années 1936-1938. Durant cette période, il suit des cours à l'Académie royale des Beaux-Arts de Mons, notamment auprès de Louis Buisseret. Par après, il effectue un stage d'un an à l'Institut national supérieur des Beaux-Arts d'Anvers auprès d'Isidore Opsomer.
Début 1944, il s'installe à Warchin car il est nommé professeur de dessin à l'Académie de Tournai. Il y fonde le cours de gravure, auquel participe son fils Alain. 
En 1960, il apprend la technique de la fresque à l'ancienne à Florence. À Warchin, il réalise ensuite deux grandes fresques pour l'église Saint-Martin en 1960, œuvre redécouverte en 2019.
Après une carrière académique de plus de 30 ans, sa retraite en 1976 lui offre plus de possibilités d'expression libre dans un style hyperréaliste.
À la suite de son décès à Warchin le 18 octobre 1999, il est inhumé dans le cimetière de la localité.

## Style artistique
Étant initialement inspiré par l'Art classique, il est au départ fortement influencé par les conceptions idéalisées et stylisées du groupe Nervia. Cependant, sa recherche permanente dans l'art le conduit à adopter à un style hyperréaliste en particulier après sa retraite en 1976.  Il privilégie dans ses sujets la nature, les compositions avec drapés mais aussi les portraits.

## Sélection d'œuvres
- Paysanne, huile sur toile, Galerie Georges Giroux à Bruxelles, 1936.
- Nature morte, huile sur toile, Galerie Georges Giroux à Bruxelles, 1936.
- Portrait, huile sur toile, Salon du Printemps, Bruxelles, 1937.
- Paysage, huile sur toile, Salon du Printemps, Bruxelles, 1937.
- Jeune femme au fichu, huile sur toile, 1943.
- Christ, fresque, église Saint-Martin de Warchin, 1960.
- Vierge Marie, fresque, église Saint-Martin de Warchin, 1960.

## Hommages et distinctions
À Warchin, la « Rue Jean Winance » perpétue sa mémoire.
En 1993, le service culturel de la ville de Tournai organise une rétrospective. Dans un reportage vidéo, qui est réédité en 2019, l'artiste explique ses expressions artistiques.
Ses œuvres sont exposées dans les musées de Binche (cabinet du bourgmestre), La Louvière et Tournai, et font toujours l'objet d'expositions en Belgique et à l'étranger.
Le prix Célestin Jacquet lui est décerné pour ses aquarelles,en 1936.